# Lophorache eustrotiodes
Lophorache eustrotiodes är en fjärilsart som beskrevs av George Francis Hampson 1910. Lophorache eustrotiodes ingår i släktet Lophorache och familjen nattflyn. Inga underarter finns listade i Catalogue of Life.